# Çine-Adnan-Menderes-Talsperre
Die Çine-Adnan-Menderes-Talsperre (türkisch Çine Adnan Menderes Barajı) befindet sich im Süden der westtürkischen Provinz Aydın am Çine Çayı, einem linken Nebenfluss des Großen Mäander.
Die Çine-Adnan-Menderes-Talsperre wurde nach Adnan Menderes, dem türkischen Ministerpräsidenten in den Jahren 1950–1960, benannt.
Die Çine-Adnan-Menderes-Talsperre liegt 15 km südlich der Kreisstadt Çine.
Die Talsperre wurde in den Jahren 1995–2010 im Auftrag der staatlichen Wasserbehörde DSİ zur Bewässerung, zur Energieerzeugung und zum Hochwasserschutz errichtet.
Das Absperrbauwerk ist eine Gewichtsstaumauer aus Walzbeton (RCC-Damm). 
Die Staumauer hat eine Höhe von 120 m (über Talsohle) und besitzt ein Volumen von 1,41 Mio. m³.  
Der zugehörige 9,34 km² große Stausee reicht bis in die Nachbarprovinz Muğla. Der Stausee besitzt ein Speichervolumen von 350 Mio. m³.
Die Talsperre dient der Bewässerung einer Fläche von 22.358 ha.
Das Wasserkraftwerk der Çine-Adnan-Menderes-Talsperre verfügt über zwei Francis-Turbinen mit einer Leistung von jeweils 19,75 Megawatt. Nach anderen Quellen beträgt die installierte Gesamtleistung 47,2 MW. Das Regelarbeitsvermögen liegt bei 118 GWh im Jahr.